# Tangalle
Tangalle (en tamil: தங்கல்ல ) es una ciudad de Sri Lanka en el distrito de Hambantota, provincia del Sur.

## Geografía
Se encuentra a una altitud de 26 m s. n. m. a 191 km de la capital nacional, Colombo, en la zona horaria UTC +5:30.

## Demografía
Según estimación 2011 contaba con una población de 10 508 habitantes.